# Ourapteryx cordifera
Ourapteryx cordifera là một loài bướm đêm trong họ Geometridae.